# Свиридівська сільська рада
Свиридівська сільська рада — колишній орган місцевого самоврядування в Лохвицькому районі Полтавської області з центром у селі Свиридівка.

## Населені пункти
Сільраді були підпорядковані населені пункти:
- c. Свиридівка
- c. Дереківщина
- c. Парницьке
- c. Степуки
- c. Яшники

## Пам'ятки
На території сільської ради розташований ландшафтний заказник місцевого значення «Панський маєток».